# Mascha Gohlke

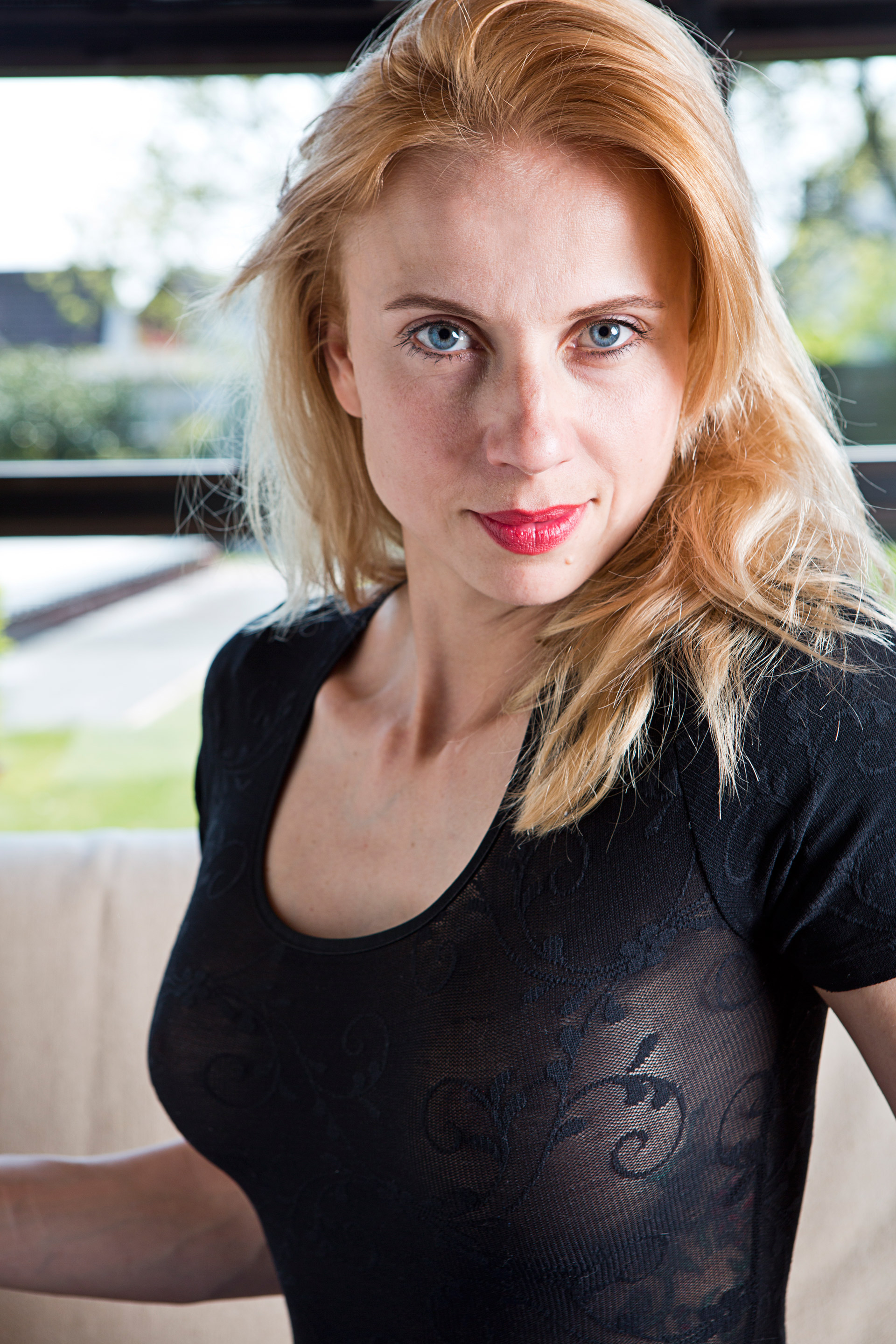
Mascha Gohlke 2014

Mascha Gohlke (* 1976 in Minden) ist eine deutsche Schauspielerin.

## Leben
Zur Schulzeit zeigte die in Minden aufgewachsene Mascha Gohlke Interesse an der Schauspielerei. Sie spielte in der Theater-AG Minden die Emily in Unsere kleine Stadt. Später hatte sie im Amateur-Kinofilm Schatten der Eifersucht eine Rolle.
Nachdem Gohlke ihre Ausbildung in der Schauspielschule Schauspiel München im Jahr 2000 absolviert hatte, spielte die Wahl-Münchnerin vor allem Theater (Engagements unter anderem in Carl Sternheims Die Hose am Theater 44 unter der Regie von Pia Hänggi).
Im Kino debütierte sie 2002 in Mirjam Kubeschas Germanija. Seitdem ist sie auch im Fernsehen zu sehen, so etwa 2006 neben Hans Peter Hallwachs als Stefanie Schmidt in Verlorene Kinder, einem Krimi aus der Reihe Der Alte. In der RTL-Serie Sinan Toprak spielte sie neben Erol Sander die Rolle der Irma Scholler in der Folge Der dreifache Salamander. Sie wurde ferner für ihre Leistung in Educating Rita für den Merkur-Theaterpreis 2006 der Zeitung Münchner Merkur nominiert.